# 1266 Tone
1266 Tone este o planetă minoră (asteroid), cu un diametru de 75,47 km, din centura de asteroizi. A fost descoperită pe 23 ianuarie 1927 la Tokyo Astronomical Observatory (before 1938)⁠(d) de Okuro Oikawa și a fost numită după Tone River⁠(d). 
Obiectul prezintă o orbită caracterizată de o semiaxă mare de 3,3600245 UAi, o excentricitate de 0,05032, o înclinație de 17,18269 ° în raport cu ecliptica.